# Amynthas corticis
Amynthas corticis is een ringworm uit de familie van de Megascolecidae. De wetenschappelijke naam van de soort werd voor het eerst geldig gepubliceerd in 1867 door Kinberg als Perichaeta corticis.